# Franqueville-Saint-Pierre
Franqueville-Saint-Pierre è un comune francese di 5 859 abitanti situato nel dipartimento della Senna Marittima nella regione della Normandia.

## Società

### Evoluzione demografica
Abitanti censiti